# Petros Mathabela
Petros Mathabela (1960. február 8.–) dél-afrikai nemzetközi labdarúgó-játékvezető. Neve Petros Mathebela alakban is előfordul.

## Pályafutása

### Nemzeti játékvezetés
Az I. Liga játékvezetőjeként 2004-ben felfüggesztés miatt vonult vissza.

### Nemzetközi játékvezetés
A Dél-afrikai labdarúgó-szövetség Játékvezető Bizottsága (JB) terjesztette fel nemzetközi játékvezetőnek, a Nemzetközi Labdarúgó-szövetség (FIFA) 1994-től tartotta nyilván bírói keretében. A FIFA JB központi nyelvei közül a angolt beszéli. Több nemzetek közötti válogatott és klubmérkőzést vezetett., vagy működő társának 4. bíróként segített. A  nemzetközi játékvezetéstől 2004-ben a FIFA JB felfüggesztésével búcsúzott.

#### Labdarúgó-világbajnokság
A világbajnoki döntőkhöz vezető úton Franciaországba a XVI., az 1998-as labdarúgó-világbajnokságra, valamint Dél-Koreába és Japánba a XVII., a 2002-es labdarúgó-világbajnokságra a FIFA JB játékvezetőként alkalmazta. Selejtező mérkőzéseket a CAF zónában vezetett.

##### 1998-as labdarúgó-világbajnokság

###### Selejtező mérkőzés
| Időpont          | Helyszín                       | Mérkőzés típusa                   | Mérkőzés        | Eredmény | Nézők száma |
| ---------------- | ------------------------------ | --------------------------------- | --------------- | -------- | ----------- |
| 1997. január 11. | Independence Stadion, Windhoek | előselejtező (2. kör; 2. csoport) | Namíbia–Libéria | 0 – 0    | 12 000      |

##### 2002-es labdarúgó-világbajnokság

###### Selejtező mérkőzés
| Időpont           | Helyszín                             | Mérkőzés típusa                   | Mérkőzés         | Eredmény | Nézők száma |
| ----------------- | ------------------------------------ | --------------------------------- | ---------------- | -------- | ----------- |
| 2000. június 8.   | Cidadela Stadion, Luanda             | előselejtező (2. kör; A. csoport) | Angola–Zambia    | 2 – 1    | 50 000      |
| 2001. február 24. | Independence Stadion, Windhoek       | előselejtező (2. kör; C. csoport) | Namíbia–Egyiptom | 1 – 1    | 15 000      |
| 2001. március 22. | Ahmadou Ahidjo Stadion, Yaoundé      | előselejtező (2. kör; A. csoport) | Kamerun–Líbia    | 1 – 0    | 55 000      |
| 2001. július 14.  | Léopold Sédar Senghor Stadion, Dakar | előselejtező (2. kör; C. csoport) | Szenegál–Marokkó | 1 – 0    | 60 000      |

#### Női labdarúgó-világbajnokság
A világbajnoki döntőkhöz vezető úton Svédországba a II., az 1995-ös női labdarúgó-világbajnokságra a FIFA JB bíróként foglalkoztatta.

##### 1995-ös női labdarúgó-világbajnokság

###### Világbajnoki mérkőzés
| Időpont          | Helyszín                     | Mérkőzés típusa              | Mérkőzés          | Eredmény | Nézők száma |
| ---------------- | ---------------------------- | ---------------------------- | ----------------- | -------- | ----------- |
| 1995. június 5.  | Tingvallen Stadion, Karlstad | csoportmérkőzés (A. csoport) | Németország–Japán | 1 – 0    | 3824        |
| 1995. június 9.  | Arosvallen Stadion, Västerås | csoportmérkőzés (A. csoport) | Svédország–Japán  | 2 – 0    | 7811        |
| 1995. június 15. | Arosvallen Stadion, Västerås | egyik elődöntő               | Németország–Kína  | 1 – 0    | 3693        |

#### Afrikai nemzetek kupája
Tunézia a 19., az 1994-es afrikai nemzetek kupája, Dél-afrikai Köztársaság a 20., az 1996-os afrikai nemzetek kupája, Ghána és Nigéria közösen a 22., a 2000-es afrikai nemzetek kupája, valamint Mali a 23., a 2002-es afrikai nemzetek kupája labdarúgó tornát rendezte, ahol a Afrikai Labdarúgó-szövetség (CAF]) JB bírói szolgálatra vette igénybe.

##### 1994-es afrikai nemzetek kupája

###### Afrikai Nemzetek Kupája mérkőzés
| Időpont           | Helyszín                  | Mérkőzés típusa              | Mérkőzés                | Eredmény | Nézők száma |
| ----------------- | ------------------------- | ---------------------------- | ----------------------- | -------- | ----------- |
| 1994. március 27. | Olimpiaiu Stadion, Szúsza | csoportmérkőzés (D. csoport) | Ghána–Guinea            | 1 – 0    | 10 000      |
| 1994. március 31. | El Menzah Stadion, Tunisz | csoportmérkőzés (C. csoport) | Zambia–Elefántcsontpart | 1 – 0    | 6000        |
| 1994. április 10. | El Menzah Stadion, Tunisz | bronzmérkőzés                | Elefántcsontpart–Mali   | 3 – 1    | 15 000      |

##### 1996-os afrikai nemzetek kupája

###### Afrikai Nemzetek Kupája mérkőzés
| Időpont          | Helyszín                      | Mérkőzés típusa              | Mérkőzés      | Eredmény | Nézők száma |
| ---------------- | ----------------------------- | ---------------------------- | ------------- | -------- | ----------- |
| 1996. január 19. | EPRFU Stadion, Port Elizabeth | csoportmérkőzés (D. csoport) | Ghána–Tunézia | 2 – 1    | 1000        |

##### 2000-es afrikai nemzetek kupája

###### Afrikai Nemzetek Kupája mérkőzés
| Időpont          | Helyszín                  | Mérkőzés típusa              | Mérkőzés          | Eredmény | Nézők száma |
| ---------------- | ------------------------- | ---------------------------- | ----------------- | -------- | ----------- |
| 2000. január 28. | Sani Abacha Stadion, Kano | csoportmérkőzés (C. csoport) | Egyiptom–Szenegál | 1 – 0    | 30 000      |

##### 2002-es afrikai nemzetek kupája

###### Afrikai Nemzetek Kupája mérkőzés
| Időpont          | Helyszín                        | Mérkőzés típusa              | Mérkőzés     | Eredmény | Nézők száma |
| ---------------- | ------------------------------- | ---------------------------- | ------------ | -------- | ----------- |
| 2002. január 29. | Babemba Traoré Stadion, Sikasso | csoportmérkőzés (C. csoport) | Kamerun–Togo | 3 – 0    | 6000        |

#### COSAFA Kupa
A Dél-afrikai Labdarúgó-szövetség (COSAFA) által rendezett nemzetközi labdarúgó torna.

##### 1997-es COSAFA Cup
| Időpont             | Helyszín                 | Mérkőzés típusa | Mérkőzés       | Eredmény | Nézők száma |
| ------------------- | ------------------------ | --------------- | -------------- | -------- | ----------- |
| 1997. augusztus 31. | Városi Stadion, Windhoek | döntő csoport   | Namíbia–Zambia | 1 – 1    | 12 000      |

##### 1998-as COSAFA Cup
| Időpont        | Helyszín                      | Mérkőzés típusa | Mérkőzés      | Eredmény | Nézők száma |
| -------------- | ----------------------------- | --------------- | ------------- | -------- | ----------- |
| 1998. május 3. | Marcel Saupin Stadion, Luanda | döntő csoport   | Angola–Zambia | 1 – 1    | 15 000      |